# Споменик на гробу Атанасија Петровића
Споменик на гробу Атанасија Петровића налази се на Старом нишком гробљу, на територији општине Палилула. Споменик је подигнут учитељу Таси, који је био најпознатији просветни радник у Нишу у 19. веку.

## Опште информације
Гроб и споменик учитеља Атанасија Петровића Тасе налази се у централном делу старог нишког гробља. Споменик је начињен од гранита. Налази се на парцели Х, у IX реду, гроб број 1. Правоугаоног је облика са профилацијама у доњем и горњем делу, којима се сужава средњи део са натписом. Постављен је на мањем каменом постољу. Око споменика је ниска ограда са 14 профилисаних стубића.
Атанасије Петровић (1824-1894) један је од првих нишких учитеља у доба Турака. Био је ђак Спиридона Јовановића, првог нишког учитеља. Захваљујући учитељу Таси, из Кнежевине Србије у Ниш су пристизале многе књиге, које Турци нису дозвољавали, па су их кријумчарили трговци. Због тога је био стално под присмотром турских власти. Када је 1870. године отпочео бугарски егзархистички покрет за увођење бугарске цркве и школе у Нишу, учитељ Таса се свим средствима борио да очува националну свест Срба и српски језик. Издао је 1858. године прву штампану књигу у Нишу. После ослобођења Ниша 1878. године, радио је као учитељ само две године, после чега је пензионисан.
Уписан је у регистар Завода за заштиту споменика културе Ниш 1983. године.